# Dar Williams

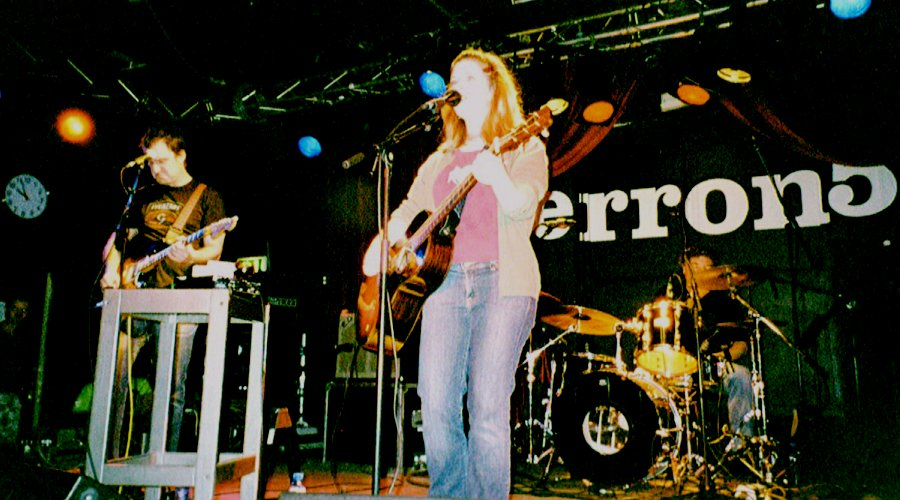
2006: Williams in Perron 55 in Venlo, een van haar twee enige gigs in Nederland

Dar Williams, geboren als Dorothy Snowden Williams (Mount Kisco, 19 april 1967), is een Amerikaanse singer-songwriter en gitariste.

## Biografie
Dar is feitelijk een bijnaam, ontstaan als resultaat van een foute spelling door haar zusters Meredith en Julie. De drie meiden groeiden op onder de zorg van hun door de jongste als vrijdenkend en liefdevol, maar helemaal niet religieus gekenmerkte ouders Gray Williams (Yale-afgestudeerd; een auteur en redacteur met het vakgebied medicijnen) en Marian Ferry (een familieplannings-activiste) in Chappaqua in de staat New York. Dar werd al vroeg door haar haar familie aangemoedigd om songs te schrijven. Ze begon op 9-jarige leeftijd gitaar te spelen en schreef al op 11-jarige leeftijd haar eerste eigen song. Desondanks ging haar interesse in haar jeugd meer naar het acteren, drama's en het toneel en plande ze haar eerste carrière richting theater.
Na haar studie aan de Wesleyan University in Middletown met Bachelor of Arts-afronding in theaterwetenschappen en religie vertrok Williams in 1990 naar Boston en werd ze daar relatief snel podiummanager van de Opera Company Of Boston. In haar vrije tijd schreef ze nieuwe songs, nam ze demobanden op en werkte ze door permanent zangonderricht verder aan haar drie octaven bevattende stem. Haar zangdocente Jeannie Diva zorgde ook ervoor, dat de jongedame zich toonde aan haar eerste livepubliek, dat ze vond in bars, clubs, kroegen en cafés. Aangezien ze haar plankenkoorts echter nauwelijks onder controle kreeg, had Williams tamelijk wat moeite bij haar eerste concertbelevenis. Daarnaast telde het folkcircuit van Boston als tamelijk ontmoedigend en tegenover nieuwe, jonge talenten niet echt openhartig. In 1993 keerde ze Bosten weer de rug toe en verhuisde ze naar Northampton.
Nadat Williams al in 1990 (I Have No History) en in 1991 (All My Heroes Are Dead) demobanden had opgenomen en daarvan muziekcassettes had gemaakt, waarvoor haar fans tegenwoordig zeer diep in de buidel zouden tasten, bracht ze in 1993 bij haar eigen label haar officiële debuutalbum The Honesty Room uit. Het werd kort daarna op de markt gebracht door Waterbug Records en in 1995 heruitgebracht door Razor & Tie met twee toegevoegde songs.
Een steuntje in de rug voor de verdere muziekcarrière was de vriendschap met Joan Baez, die zelf enkele songs van Williams opnam, later samen met Williams liveoptredens (op de Baez-live-cd Ring Them Bells zingen ze samen de Williams-song You're Aging Well) en tournees in de Verenigde Staten en Europa afwerkte en haar aldus de weg naar eigen populariteit effende. In 2006 was Williams voor twee concerten ook in Nederland, in Utrecht en Venlo. Verdere opmerkelijke samenwerkingen lukten Williams met Richard Thompson, Bruce Cockburn, Ani DiFranco, Pete Seeger, de Indigo Girls en de Canadese Sarah McLachlan, voor wie ze optrad bij de Lilith Fairs van 1997 en 1998. 

## Verdere activiteiten
Williams heeft zich ook al een naam verworven als schrijfster. De zelf door Lactose-intolerantie getroffen allergische was als co-schrijfster medeverantwoordelijk voor de restaurant- en koopgids The Tofu Tollbooth. Met Amalee (2004) schreef ze een familienovelle uit de visie van een 11-jarige, die met haar singlevader en tegelijk vier stiefvaders moest opgroeien. Een vervolg van Amalee onder de titel Lights, Camera, Amalee, werd gepubliceerd in juli 2006.

## Privéleven
Op 4 mei 2002 trouwde Williams met de timmerman Michael Robinson, die ze al vluchtig had leren kennen tijdens haar studie en na het uitbrengen van haar cd The Green World toevallig weer getroffen had. Hun beider zoon Stephen Gray Robinson kwam ter wereld op 24 april 2004. Ook adopteerden ze een dochter uit Ethiopië. Inmiddels zijn ze gescheiden. Ze woont aan de Hudson in de staat New York en Williams heeft bovendien nog een woning in New York.

## Discografie
- 1993: The Honesty Room (heruitgebracht in 1995)
- 1996: Mortal City
- 1997: End Of The Summer
- 1998: Cry Cry Cry (als de band Cry Cry Cry, samen met Richard Shindell en Lucy Kaplansky)
- 2000: The Green World
- 2001: Out There Live
- 2003: The Beauty Of The Rain
- 2005: My Better Self
- 2007: Live At Bearsville Theater (cd en dvd)
- 2008: Promised Land
- 2012: In the Time of Gods
- 2015: Emerald
- 2021: I'll Meet You Here
- 2025: Hummingbird Highway

- Bibliothèque nationale de France: cb14239282k (data)
- Gemeinsame Normdatei: 135086450
- International Standard Name Identifier: 0000 0001 1469 614X
- Library of Congress Control Number: no99089600
- MusicBrainz: f9908eb1-30ac-4fc9-929c-81fe2dcf2266
- Nationale Bibliotheek van Tsjechië: xx0206277
- Nationale Bibliotheek van Israël: 987007323366005171
- Nederlandse Thesaurus van Auteursnamen: 408200863
- SNAC: w6rc5dbs
- Virtual International Authority File: 27278892
- WorldCat: E39PBJjRVbtCrtkhrdYGfTDDv3